# Ali Shahin
Ali Shahin (1º ottobre 1972) è un ex calciatore maldiviano, di ruolo difensore.

## Carriera

### Club
Nel 1999 gioca al Victory.

### Nazionale
Debutta in Nazionale nel 1996. Gioca con la Nazionale fino al 2000.